# Paragymnomerus mammillatus
Paragymnomerus mammillatus är en stekelart som först beskrevs av Moravitz 1885.  Paragymnomerus mammillatus ingår i släktet Paragymnomerus och familjen Eumenidae. Inga underarter finns listade i Catalogue of Life.